# Pristurus gallagheri
Pristurus gallagheri (лат.) — вид ящериц из семейства круглопалых гекконов. Эндемик Омана. Назван в честь Майкла Галлагера, собравшего серию типовых экземпляров.

## Внешний вид
Мелких размеров геккон длиной тела без хвоста до 4 см. Туловище в сечении округлое. Голова узкая. ноздри касаются межчелюстного щитка. Глаза с круглыми зрачками. Конечности относительно длинные. Тело сверху покрыто мелкими зёрнышками. Хвост длинный и тонкий, достигает 1,8 длины тела, сжат с боков. На хвосте у самцов имеется гребень из заострённых чешуй на верхней стороне и более слабо выраженный гребень на нижней. Верхняя сторона тела светло-коричневая или серая, обычно с характерной кремовой полосой, проходящей вдоль хребта от задней части головы до основания хвоста. На голове от ноздри через глаз до уха идёт тёмная полоса. На боках имеются бледные и тёмные пятна. Пальцы с тёмными поперечными полосами.

## Распространение
Ареал ограничен горным массивом Эль-Ахдар в Омане, где вид широко распространён, встречаясь на высоте 400—2100 м над уровнем моря. 

## Образ жизни
Активен днём. Обитает горные вади и склоны холмов, поросшие древесной растительностью, а также на возделываемых территориях и в старых домах. Питается насекомыми и другими членистоногими. Имеют сложную систему внутривидовой коммуникации, включающую отжимания, сжимание и разжимание туловища с боков, закручивания и волнообразные движения хвоста. Самки откладывают по одному яйцу в твёрдой оболочке.